# 一色政具
一色 政具（いっしき まさとも）は、室町時代の武将。式部一色家当主。
父親に関しては、一色持範の子政照とする説と上杉禅秀の孫で幕命により一色義直の養子となった政煕とする説がある。
室町幕府8代将軍の足利義政より偏諱を受け、政具を名乗る。
長享3年（1489年）に兵部少輔に任じられ、明応10年（1501年）に式部少輔に転じる。義政や足利義澄より領地を拝領する。
足利義政の死後、一色式部少輔父子と細川治部少輔が名字を剥奪されて元の名字に戻される事件があったとされる（『蔭涼軒日録』延徳2年4月5日条）。一色式部少輔は犬懸上杉家出身の一色政熈、細川治部少輔は大原氏（六角氏分家）の細川政誠のことで、共に非足利一門の守護大名の一族でありながら、義政の寵愛を受けて形式的に足利一門の養子とされた「入名字」の待遇を与えられた側近である。政具が政熈の子であるとすれば、この事件に登場する一色式部少輔の息子ということになる。ただし、政熈（政具）の子孫も政誠の子孫も引き続き「一色」「細川」を称しているため、新将軍となった足利義材が改めて許しを与えたか、実際には剥奪が行われなかったと考えられる。